# Pacific Coast Highway
A Pacific Coast Highway é o trecho da rodovia State Route 1, Highway 1 ou Shoreline Highway, a maior estrada costeira da Califórnia, Estados Unidos, que liga as localidades de Dana Point e Leggett e a maioria das cidades sobre na linha costeira do estado, famosa por cortar deslumbrantes paisagens praianas em sua extensão.

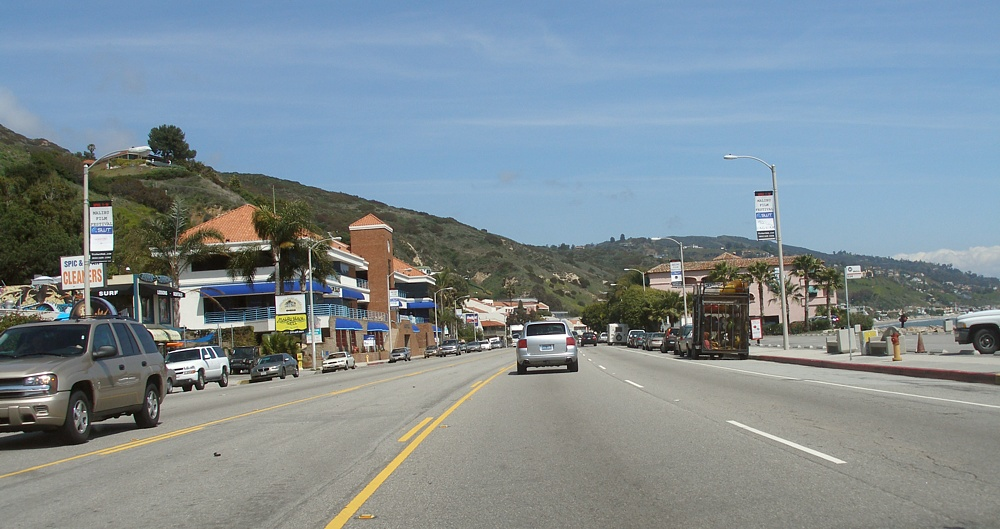
A Pacific Coast Highway passa por dentro da cidade de Malibu

Em seu percurso cruza desde grandes cidades como Los Angeles, Long Beach e Santa Mônica a pequenos balneários como Malibu.